# ShRNA

レンチウイルスによるshRNA運搬と哺乳動物細胞におけるRNA干渉のメカニズム

shRNA(small hairpin RNA:小ヘアピンRNAもしくは short hairpin RNA:短ヘアピンRNA)とは、RNA干渉による遺伝子サイレンシングのために用いられるヘアピン型のRNA配列である。
shRNAはベクターによって細胞に導入され、恒常的に発現されるようU6もしくはH1プロモーターを利用する。通常このベクターは娘細胞に受け継がれ、遺伝子サイレンシングの効果も受け継がれる。shRNAのヘアピン構造は細胞機構によってsiRNAへと切断され、RNA誘導サイレンシング複合体(RISC)と結合する。この複合体はsiRNAと相補的な配列を持つmRNAに結合し、切断する。
shRNAはRNAポリメラーゼIIIによって転写される。哺乳動物細胞におけるshRNA産生は時折、細胞がウイルスの攻撃と認識したものから自分を守るように、インターフェロン反応を引き起こす。この問題はRNAポリメラーゼIIによって転写されるmiRNAには観察されていない。
shRNAは植物や他の生物でも使われるが、必ずしもU6プロモーターが使われるわけではない。植物では強い恒常発現を可能にする伝統的プロモーターであるCaMV35S（カリフラワーモザイクウイルス35Sプロモーター）が存在し、この場合にはRNA干渉の始まりとなる転写開始にRNAポリメラーゼIIが使われることになる。